# Clariant

Historisches Unternehmenslogo

Die Clariant AG ist ein weltweit tätiger Schweizer Konzern der Spezialchemie, der 1995 als Spin-off der Chemiesparte von Sandoz entstanden ist. Das an der Schweizer Börse SIX Swiss Exchange notierte Unternehmen hat seinen Hauptsitz in Muttenz, Schweiz, und umfasst 74 Konzerngesellschaften in 36 Ländern (2022). Die wichtigsten Produktionsstätten befinden sich in Europa, Nordamerika, Südamerika, China und Indien.
Auf die europäischen Märkte mit dem Nahen Osten sowie Afrika entfielen 41 %, auf den asiatisch-pazifischen Raum 30 %, auf Nordamerika und Lateinamerika zusammen 29 % des Umsatzes im Jahr 2023. Der Hauptsitz befindet sich offiziell in Muttenz, aber die meisten globalen Funktionen sind in einem eigenen Corporate Center im nahegelegenen Pratteln untergebracht. Beide Gemeinden befinden sich in der Nähe von Basel. Die drei Geschäftseinheiten von Clariant sind: Care Chemicals (Umsatz von 2320 Millionen CHF im Jahr 2023), Adsorbents & Additives (Umsatz von 1057 Millionen CHF im Jahr 2023) und Catalysts (Umsatz von 1000 Millionen CHF im Jahr 2023).
CEO ist seit dem 1. Januar 2021 Conrad Keijzer.

## Geschichte
Clariant entstand aus dem Spin-off der Chemiesparte der Sandoz durch den Börsengang 1995, ein Jahr bevor Ciba und Sandoz im Sommer 1996 zur Novartis fusionierten. 
1997 fusionierte Clariant mit der 1991 ausgegliederte Masterbatch Sparte der Hoechst AG mit Sitz in Lahnstein. In dem Zuge erhielt die Hoechst AG eine Beteiligung von 45 %.
Von 1995 bis 2002 leitete Rolf Schweizer den Verwaltungsrat des neu gegründeten Unternehmens. 1997 übernahm Clariant das Spezialchemikaliengeschäft der Hoechst AG und wuchs so erheblich.
Im Jahr 2000 erwarb Clariant das Geschäft der British Tar Products BTP plc, eines Spezialisten für Life-Science-Chemikalien, für 1,08 Milliarden Pfund. Zu diesem Zeitpunkt beschäftigte Clariant rund 31’000 Mitarbeiter. Das Unternehmen geriet im Jahr 2003 in eine schwere Krise: Ein hartes Kostensenkungs- und Effizienzsteigerungsprogramm sowie ein starker Personalabbau waren die Folge. Im Oktober 2006 übernahm Clariant die Geschäftseinheit Masterbatches von Ciba, der inzwischen wieder ausgegliederten Chemie-Sparte von Novartis.
Im Zeitraum von 2001 bis 2006 trennte sich Clariant von zahlreichen Geschäftsfeldern, so beispielsweise von Polyvinylalkohol und Polyvinylbutyral, Emulsionen, Celluloseether, Electronic Materials, Monochloressigsäure und Pharmaceutical Fine Chemicals. Die Verkäufe waren Teil einer strategischen Neuausrichtung des Unternehmens, sich konsequent auf das Kerngeschäft der Spezialchemikalien zu konzentrieren.
Auch in Deutschland wurden Geschäftsbereiche veräussert. Im Oktober 2008 schloss das Unternehmen seinen letzten Produktionsbetrieb im Industriepark Griesheim aus wirtschaftlichen Gründen und zog sich im September 2009 als Standortbetreiber aus dem Industriepark Griesheim zurück.
Im Zuge der Wirtschaftskrise kündigte Clariant im Februar 2009 an, weitere 1'000 Arbeitsplätze einzusparen.
Im Februar 2011 gab das Unternehmen bekannt, das deutsche Spezialchemieunternehmen Süd-Chemie AG zu einem Preis von 2,5 Mrd. CHF erwerben zu wollen. Nach der Transaktion hielt Clariant 96,15 % der Süd-Chemie AG. Am 1. Dezember 2011 gab Clariant in einer Pressemitteilung bekannt, dass die Anteile der Minderheitsaktionäre durch einen Squeeze-out an Clariant übergegangen sind. Zwei Wochen nach der offiziell beendeten Integration der Süd-Chemie wurde am 16. Juli 2012 das neue Firmenlogo veröffentlicht.
Am 1. Oktober 2013 gab Clariant bekannt, dass die Geschäftseinheiten Textile Chemicals, Paper Specialties und Emulsions an SK Capital verkauft werden. Seitdem firmieren sie unter dem Namen Archroma.
Im Jahr 2014 verkaufte Clariant ihr Leather-Services-Geschäft an die Stahl Gruppe und den Bereich Detergents & Intermediates an die International Chemical Investors Group. Letzterer firmiert seither als WeylChem.
2016 ging Clariant eine Partnerschaft mit matchmycolor LLC, einem Unternehmen für Farb-Know-how, und Konica Minolta Inc, einem japanischen Technologieunternehmen, ein, um die Farbabstimmung von Polyolefin-Produkten einfacher und schneller zu gestalten. Im selben Jahr übernahm Clariant die beiden amerikanischen Hersteller von Ölfeldchemikalien Kel-Tech und X-Chem.
Am 22. Mai 2017 kündigten Clariant und das US-amerikanische Chemieunternehmen Huntsman Corporation die gemeinsame Fusion zu HuntsmanClariant mit juristischem Sitz in Pratteln und der operativen Zentrale in The Woodlands nördlich von Houston an. Mit HuntsmanClariant wären nach der deutschen Evonik der weltweit zweitgrößte Konzern für Spezialchemie entstanden. Zu den Befürwortern der Fusion gehörten insbesondere die Familienaktionäre von Süd-Chemie, die 13,9 Prozent der Clariant-Aktien halten. Ende Oktober 2017 wurden die Fusionsgespräche abgebrochen, nachdem Clariants Grossaktionär White Tale (eine Partnerschaft des Hedgefonds Corvex Management LP und der Standard-Industries-Investmenttochter 40 North) sich gegen die Fusion ausgesprochen hatten; White Tale hatte zuvor seinen Anteil an Clariant auf 20 Prozent erhöht.
Im Januar 2018 verkaufte White Tale seine zuletzt gehaltenen 24,99 % Clariant-Aktien an die Saudi Basic Industries Corporation (SABIC). SABIC betreibt mit dem Schweizer Unternehmen ein Joint Venture und hat bereits seit 2016 Clariant-Anteile gehalten, diese durch den Zukauf über die Sperrminoritätsschwelle hinaus aufgestockt und ist nun grösster Clariant-Aktionär.
Im Jahr 2019 veräußerte Clariant ihr Healthcare Packaging-Geschäft an Arsenal Capital Partners. Ein Jahr später schloss Clariant den Verkauf ihres gesamten Masterbatches-Geschäfts an PolyOne ab (das im selben Jahr in Avient umbenannt wurde). Zwei Jahre später, im Jahr 2022, verkaufte Clariant ihr Pigmentgeschäft an ein Konsortium aus Heubach Group und SK Capital Partners. Clariant behält eine 20%-Beteiligung am neu gebildeten Konzern.
Im Jahr 2021 gaben Clariant und India Glycols Limited (IGL) die erfolgreiche Gründung ihres 51-49%-Joint-Ventures für erneuerbare Ethylenoxid (EO)-Derivate bekannt, nachdem sie alle erforderlichen behördlichen Genehmigungen erhalten hatten. Das Joint Venture firmiert unter dem Namen Clariant IGL Specialty Chemicals Private Limited (CISC). Im selben Jahr erwarb Clariant die verbliebenen 70% an Beraca, einem brasilianischen Personal-Care-Unternehmen. Seit 2015 hält Clariant bereits 30% der Anteile an dem Unternehmen.
Am 23. November 2021 stellte Clariant ihre neue Strategie vor, die auf den Purpose des Unternehmens ausgerichtet ist: "Greater chemistry - between people and planet". Begleitet wird diese von neuen finanziellen und nicht-finanziellen Zielen. Bis 2025 strebt Clariant ein Umsatzwachstum von 4–6% jährlich, eine EBITDA-Marge von 19–21% und eine Free Cashflow Conversion von ungefähr 40% an. Gleichzeitig hat Clariant sich auch wissenschaftlich fundierte Klimaziele gesetzt: Bis 2030 will das Unternehmen seine Scope-1- und Scope-2-Emissionen um 40 % und seine Scope-3-Emissionen (Kat. 1) um 14 % reduzieren.
Im Februar 2022 meldete das Unternehmen Unregelmässigkeiten bei der Verbuchung von Rückstellungen und Abgrenzungsposten, möglicherweise um Finanzziele zu erreichen. Dies könne zu Anpassungen in den Ergebnissen der letzten zwei Jahren führen. Daraufhin entschied sich das Unternehmen die Publikation der aktuellen Geschäftszahlen sowie die Generalversammlung zu verschieben. Die Aktie des Unternehmens fiel um 16 %. Am 27. April 2022 gab Clariant den Abschluss der von unabhängigen Beratern und externen Anwälten durchgeführten Untersuchung von Bilanzierungsfragen im Zusammenhang mit Rückstellungen und Abgrenzungen bekannt. Die Ergebnisse der Untersuchung hatten keine Auswirkungen auf die in den Jahren 2020 und 2021 ausgewiesenen Zahlen zu Umsatz und liquiden Mitteln.
Im April 2024 hat Clariant die Übernahme von Lucas Meyer Cosmetics vollzogen.

## Geschäftseinheiten
Im Jahr 2022 kündigte Clariant eine vereinfachte Organisations- und Führungsstruktur an und gliederte ihr Geschäft in drei statt fünf globale Business Units mit neu ernannten Business Presidents um. Clariant fasste die bestehende Geschäftseinheit Catalysts und die Business Line Biofuels & Derivatives zu einer einzigen Business Unit mit dem Namen "Catalysts", Functional Minerals und Additives zu "Adsorbents & Additives" und Industrial and Consumer Specialties sowie Oil and Mining Services zu "Care Chemicals" zusammen.
Die Business Unit Care Chemicals besteht aus den Business Segments Personal & Home Care, Crop Solutions, Industrial Applications, Base Chemicals, Oil Services und Mining Solutions. Die Business Unit Catalysts umfasst die Business Segments Propylene, Specialties, Syngas & Fuels, Ethylene, Biofuels & Derivatives und Applied Catalyst Technology. Die Business Units Adsorbents & Additives umfasst die Business Segments Purification, Foundry & Specialties und Cargo & Device Protection in den Regionen EMEA, APAC und Americas im Bereich Adsorbents sowie Coatings & Adhesives, Plastics und E-Mobility & Electronics im Bereich Additives.

## Auswirkungen auf die Umwelt
Der Konzernsitz befindet sich im Werk Muttenz, ehemals Schweizerhalle (Kanton Basel-Landschaft), Schweiz, in dem das Vorgängerunternehmen Sandoz bereits von 1948 an produzierte.
Bei einem Brand im Clariant-Werk Gendorf gelangten im März 2012 bis zu 800 Kilogramm Fettamine (GENAMIN LA 302 D) in den Fluss Alz. Dadurch starben bis zur Mündung in den Inn auf 14 Kilometern sämtliche Fische (ca. sechs Tonnen Fisch).
Auf dem Clariant-Gelände in Schweizerhalle befindet sich auch die "Schweizerhalle"-Deponie. Sie enthält Schadstoffe vom Grossbrand am 1. November 1986 bei Sandoz. Noch heute gelangen aus dieser Deponie mehr Schadstoffe in Grundwasser, als Sandoz und die Behörden des Kantons Basel-Land 1989/1990 vereinbart haben. Jedoch ist nicht Clariant die Rechtsnachfolgerin von Sandoz, sondern Novartis. Diese ist somit wohl für die "Schweizerhalle"-Deponie verantwortlich.
Clariant ist im FTSE4Good Index gelistet und Mitglied von Together for Sustainability, EcoCircle, der Alliance to End Plastic Waste und der Renewable Carbon Initiative.
Der weltweit grösste Standort des Unternehmens mit rund 820 Beschäftigten befindet sich im Chemiepark Gendorf in Burgkirchen an der Alz, Deutschland. 2023 unterhielt Clariant 68 Produktionsstandorte in 24 Ländern ().